# Карията
Карията или Карияда-Гава (яп. 刈谷田川 карията-гава) — река в Японии на острове Хонсю, правый приток крупнейшей реки Японии — Синано. Протекает по территории префектуры Ниигата.
Длина Карияты составляет 52,2-53,5 км, территория её бассейна — 239,8-240 км².
Исток реки находится около горы Сумон-Даке, на границе префектур Фукусима и Ниигата. Карията протекает через впадину Тотио (яп. 栃尾盆地), где в неё впадают Ниситани (яп. 西谷), Хигаситани (яп. 東谷), Сиотани (яп. 塩谷). Далее она течёт через холмы, петляет по болотистой местности Тюэцу и впадает в реку Синано.
В июле 2004 года в префектурах Ниигата и Фукусима начались проливные дожди, в верховьях Карияты за день выпало 431 мм осадков, причём ночью 13 июля количество осадков превысило 100 мм/час, а расход воды в реке достиг 1700 м³/с. В результате дождя в городе дамбы вдоль берегов реки прорвало в четырёх местах — Наканосима, Икеносима, Мицуке и Кавано. Наводнение привело к гибели нескольких человек. После наводнения высота дамб вдоль берегов реки была увеличена, у реки возведены паводкоаккумулирующие водохранилища.
В Тотикуре (Нагаока) на правом берегу реки раскопано поселение периода Дзёмон, где найдена характерная для региона керамика в стиле Каэн, или «керамика с пламенеющим венчиком». В городе Мицукэ на берегах реки в начале июня проводится праздник битвы воздушных змеев.